# الاتحاد الصيني لكرة القدم
تأسس الاتحاد الصيني لكرة القدم (بالصينية: 中国足球协会) في عام 1924م وانضم إلى الاتحاد الدولي لكرة القدم في 1931م ثم انضم إلى الاتحاد الآسيوي لكرة القدم في 1974م.